# August Stramm

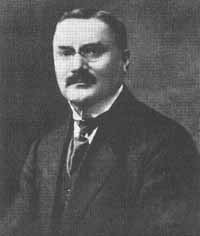
August Stramm

August Stramm (Münster, Alemanha, 29 de julho de 1874 - Horodec, Bielorrússia, 1 de setembro de 1915) foi um poeta e dramaturgo expressionista, sendo um dos fundadores desse movimento na poesia.

## A vida e a atividade literária
Stramm trabalhou para o Ministério do Correio Alemão e, posteriormente, prestou um ano de serviço militar obrigatório no Exército alemão em 1896-97. 
Vivendo em Bremen, viajou aos Estados Unidos várias vezes durante o período 1897-1900 antes de casar-se em 1902 e de instalar-se em Berlim em 1905, onde estudou Economia Política. Durante 1912-13 Stramm escreveu duas peças, Sancta Susanna e Die Haidebraut, as primeiras de muitas a aparecerem antes da explosão da I Guerra Mundial em 1914.
Em 1914, se torna amigo do escritor, poeta e ensaísta Herwarth Walden, com quem passa a editar a revista expressionista Der Sturm, na qual os seus primeiros poemas foram publicados e onde se torna a principal influência teórico-literária. Na revista foram editados textos ou outras colaborações de artistas como Peter Altenberg, Max Brod, Richard Dehmel, Anatole France, Oskar Kokoschka, Knut Hamsun, Arno Holz, Karl Kraus, Selma Lagerlöf, Else Lasker-Schüler e  Wassily Kandinsky, entre outros, sendo a principal publicação a impulsionar o expressionismo em toda a sua história.
Reservista do Exército Alemão, atingiu o mais alto posto para um civil, a patente de Capitão. Quando a guerra estourou em agosto de 1914 ele foi prontamente chamado para o serviço ativo, inicialmente sendo enviado à França (servindo na Alsácia e no Somme em 1915) e em ainda em janeiro de 1915 recebendo a Cruz de Ferro de Segunda Classe, uma honraria do exército alemão. Foi, em seguida, enviado à Frente Russa em abril de 1915.
Comandando uma companhia, e, logo, um batalhão, já em setembro do mesmo ano foi morto em combate.
Seu amigo Herwarth Walden editou uma antologia póstuma dos poemas de Stramm, publicada em 1919.

## A poética
Fruto de uma época sombria e de uma geração conturbada, da qual poucos poetas sobreviveram à I e à II Guerra Mundial, muitos deles sendo judeus, a poesia de Stramm, como de outros expressionistas alemães levaria ainda muito tempo para ser adequadamente avaliada.
Autor de um conjunto de poemas pouco extenso, August Stramm, no entanto, impressiona vivamente pela obsessão temática, pela audácia textural e pela radicalidade do discurso, segundo o seu tradutor Augusto de Campos.
Sendo um dos autores mais talentosos e inventivos do expressionismo alemão, abandonou a métrica e quebrou a sintaxe de forma radical , eliminando completamente a pontuação em alguns de seus poemas.

## Obras
- Die Bauern (1902/05)
- Auswanderer! (1903)

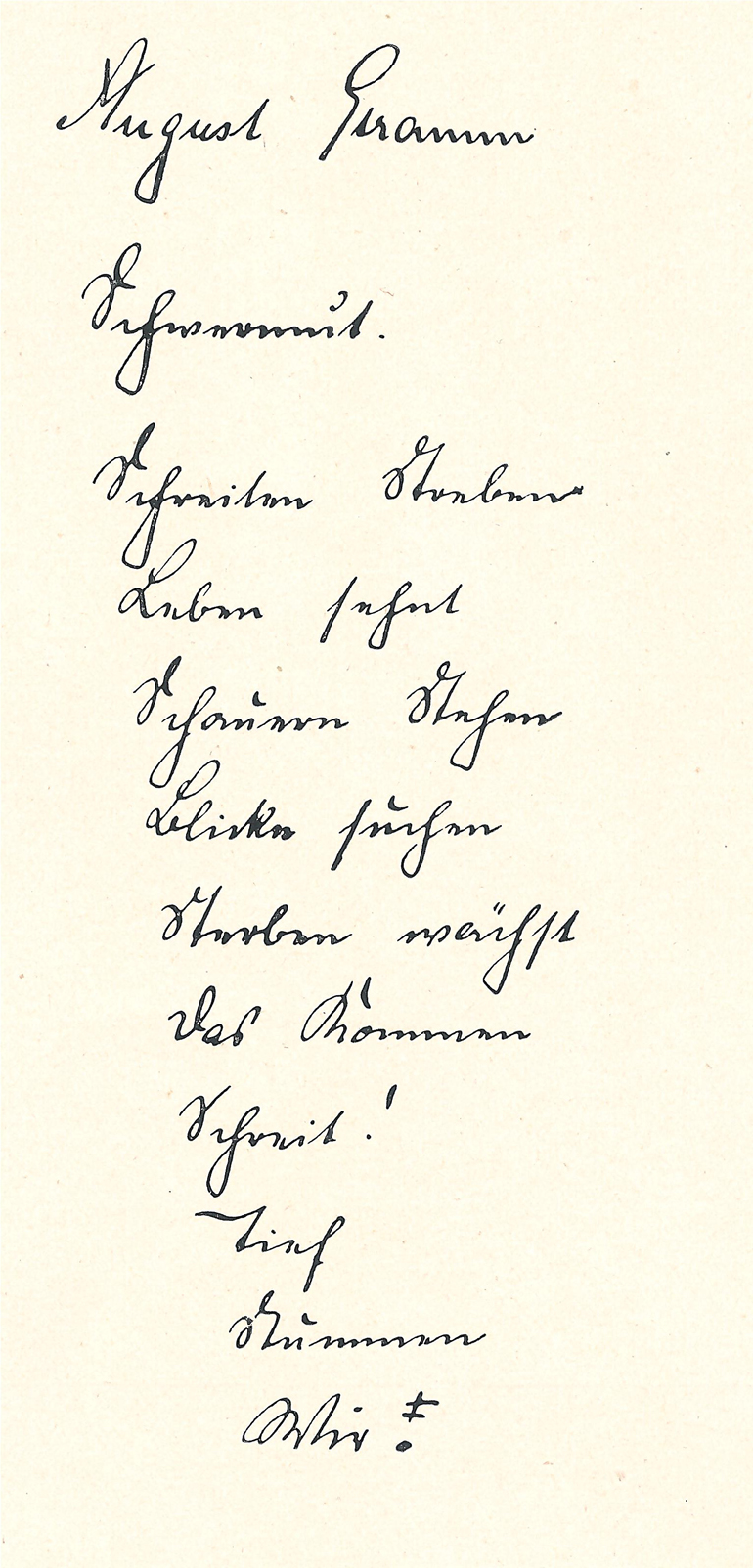
Manuscrito de Stramm (Fac-símile)

- Dissertation über die Weltpostgebührensätze (1909)
- Das Opfer (1909)
- Der Gatte (1909/11)
- Die Unfruchtbaren (1910)
- Rudimentär (1910)
- Sancta Susanna (1912)
- Die Haidebraut (1914)
- Der Letzte (1914)
- Warten (1914)
- Traumwiese (1914)
- Erwachen (1914)
- Die Menschheit (1914/17)
- Kräfte (1914)
- Krieg (1914)
- Du (1915)
- Vorfrühling (1915)
- Weltwehe (1915)
- Geschehen (D1915)
- Tropfblut (1919)